# 胥克
胥克（？—？），春秋时期晋国的下军佐，胥甲的儿子，胥臣的孙子。接替其父胥甲为下军佐。

## 生平
前601年，赵盾去世，郤缺就任中军将。为了赵盾的儿子赵朔即位为卿，郤缺称胥克有“蛊疾”，将他免职，以赵朔为下军佐。后来，胥克的儿子胥童对郤氏怀恨在心，在前573年，协助晋厉公杀死三郤，灭郤氏。